# 5 de maio
5 de maio é o 125.º dia do ano no calendário gregoriano (126.º em anos bissextos). Faltam 240 dias para acabar o ano.

## Eventos históricos

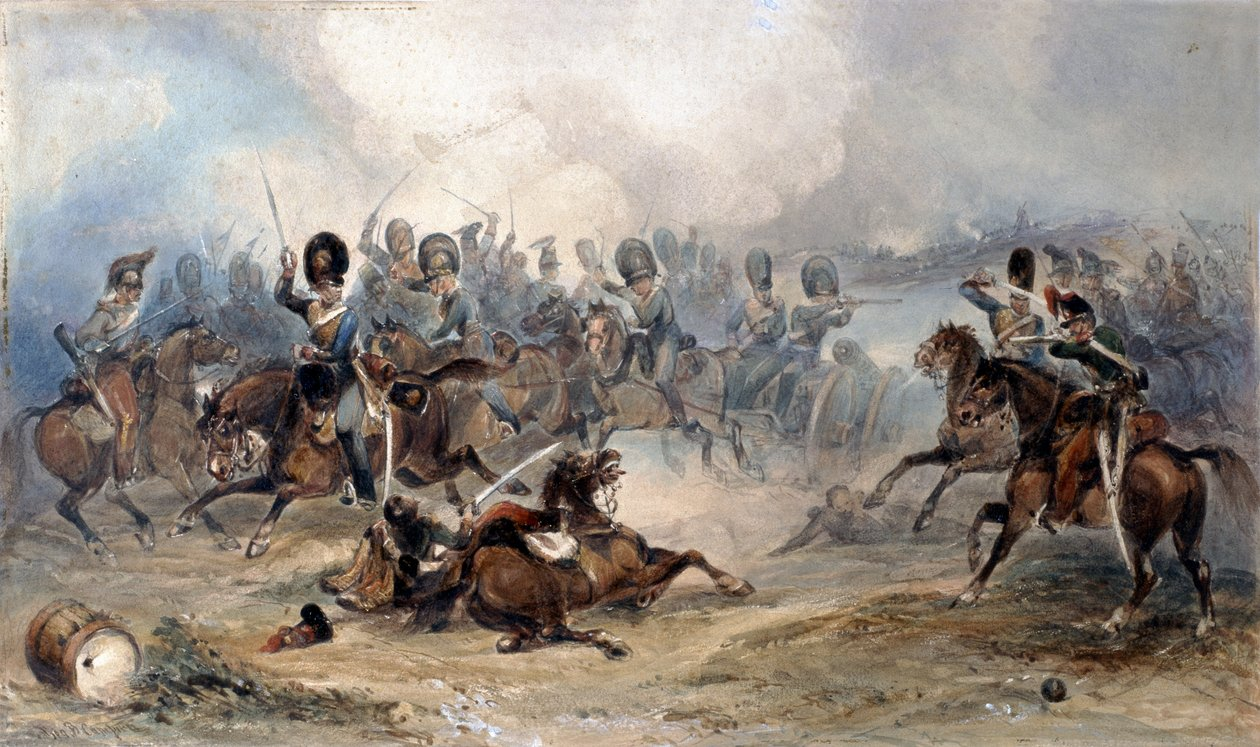
1811: Batalha de Fontes de Onor.

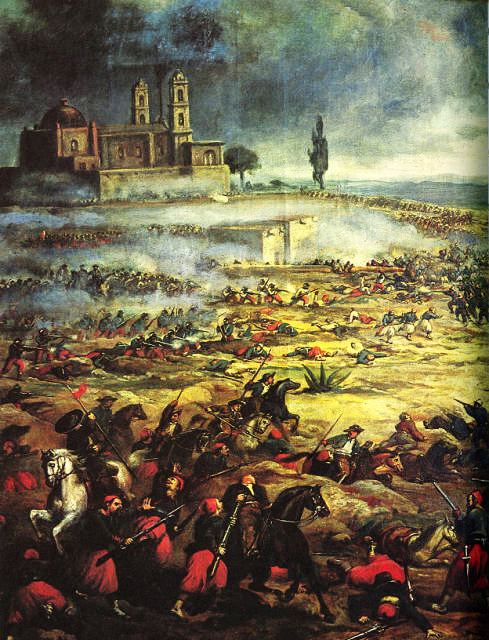
1862: Batalha de Puebla.

- 0553 — Se dá o início do Segundo Concílio de Constantinopla.
- 1215 — Os barões rebeldes renunciam a sua lealdade ao rei João da Inglaterra - parte de uma sequência de eventos que leva à assinatura da Magna Carta.
- 1260 — Kublai Khan torna-se governante do Império Mongol.
- 1494 — Em sua segunda viagem ao Novo Mundo, Cristóvão Colombo avista a Jamaica, desembarcando na ilha e a declarando a propriedade da coroa espanhola.
- 1609 — Daimyō (Senhor) Shimazu Tadatsune do Domínio de Satsuma no sul de Kyushu, Japão, completa sua invasão bem-sucedida do Reino Ryūkyū em Okinawa.[1]
- 1640 — O rei Carlos I da Inglaterra, Escócia e Irlanda dissolve o Parlamento Curto.
- 1762 — Rússia e Prússia assinam o Tratado de São Petersburgo.
- 1789 — Na França, os Estados Gerais reúnem-se pela primeira vez desde 1614.
- 1811 — O exército aliado anglo-luso derrota o exército francês na Batalha de Fontes de Onor.
- 1821 — Napoleão Bonaparte morre no exílio na ilha de Santa Helena no Atlântico Sul.
- 1835 — A primeira ferrovia da Europa continental é inaugurada entre Bruxelas e Mechelen.
- 1860 — Giuseppe Garibaldi parte de Gênova, liderando a expedição dos Mil para conquistar o Reino das Duas Sicílias.
- 1862 — Cinco de Mayo: tropas lideradas por Ignacio Zaragoza impedem uma invasão francesa na Batalha de Puebla no México.
- 1865 — Guerra Civil Americana: o governo confederado é declarado dissolvido em Washington, Geórgia.
- 1866 — Memorial Day é comemorado pela primeira vez nos Estados Unidos em Waterloo, Nova Iorque.
- 1877 — Guerras indígenas nos Estados Unidos: Touro Sentado leva o seu grupo de dacotas para o Canadá para evitar a perseguição do Exército dos Estados Unidos sob o comando do coronel Nelson A. Miles.
- 1922 — É fundada oficialmente a Liga da Juventude Comunista da China.
- 1925 — O governo da África do Sul oficializa o africâner como língua oficial do país.
- 1930 — O terremoto de Bago de 1930, o primeiro de dois grandes terremotos no sul da Birmânia, mata até 7 000 pessoas.[2]
- 1936 — Tropas italianas ocupam Adis Abeba, Etiópia.[3]
- 1940 — Segunda Guerra Mundial: Campanha da Noruega: esquadrões noruegueses na Fortaleza de Hegra e Vinjesvingen capitulam às forças alemãs depois que todas as outras forças norueguesas no sul da Noruega depuseram as armas.[4]
- 1941 — O imperador Haile Selassie retorna a Adis Abeba; o país comemora a data como Dia da Libertação ou Dia da Vitória dos Patriotas.
- 1945 — Segunda Guerra Mundial: começa o Levante de Praga como uma tentativa da resistência tcheca de libertar a cidade da ocupação alemã.
- 1946 — Começa em Tóquio o julgamento, pelo Tribunal Militar Internacional para o Extremo Oriente, de vinte e oito militares japoneses e funcionários do governo acusados de crimes de guerra e crimes contra a humanidade.
- 1949 — É criado o Conselho da Europa em Estrasburgo como a primeira instituição da Europa a trabalhar para a integração europeia.
- 1955 — O Tratado Geral, pelo qual a França, a Grã-Bretanha e os Estados Unidos reconhecem a soberania da Alemanha Ocidental, entra em vigor.
- 1961 — Programa Mercury: Mercury-Redstone 3: Alan Shepard torna-se o primeiro americano a viajar para o espaço sideral, num voo suborbital.
- 1964 — Conselho da Europa declara o dia 5 de maio como o Dia da Europa.
- 1972 — O voo 112 da Alitalia cai no Monte Longa, perto de Palermo, na Sicília, matando todos os 115 a bordo, tornando-se o desastre aéreo mais mortal da Itália.
- 1980 — Operação Nimrod: o Serviço Aéreo Especial britânico ataca a embaixada iraniana em Londres depois de um cerco de seis dias.
- 1984 — A Usina hidrelétrica de Itaipu é inaugurada na fronteira entre o Brasil e o Paraguai, quando foi concluída, era a maior barragem do mundo, título que manteve por 21 anos até a construção da Hidrelétrica das Três Gargantas, na China, em 2003.
- 1987 — Caso Irã-Contras: início das audiências televisivas no Congresso dos Estados Unidos.
- 1992 — Catástrofe do Estádio Armand Césari em Bastia (Córsega): 18 pessoas morrem e 2 300 ficam feridas quando uma arquibancada desmorona antes do jogo de futebol entre o S. C. Bastia e o Olympique de Marseille.
- 1994 — A assinatura do Protocolo de Bisqueque entre a Armênia e o Azerbaijão congela efetivamente o conflito de Nagorno-Karabakh.
- 2007 — O voo 507 da Kenya Airways cai após a decolagem do Aeroporto Internacional de Douala, em Douala, Camarões, matando todos os 114 a bordo, tornando-se o desastre aéreo mais mortal em Camarões.
- 2016 — Inaugurada Usina Hidrelétrica de Belo Monte, a maior usina 100% brasileira e a 3a maior do mundo.[5]
- 2010 — Início de protestos em massa na Grécia em resposta às medidas de austeridade impostas pelo governo como resultado da crise da dívida pública grega.
- 2011 — Supremo Tribunal Federal do Brasil decide que casais homossexuais também podem firmar contratos de união estável assim como casais heterossexuais.
- 2019 — Voo Aeroflot 1492 faz um pouso de emergência seguido de fogo na fuselagem no Aeroporto Internacional Sheremetievo, em Moscou, matando 41 das 78 pessoas a bordo.
- 2023 — Organização Mundial da Saúde declara que a pandemia de COVID-19 deixou de ser uma Emergência de Saúde Pública de Âmbito Internacional.
- 2025 — O aplicativo Skype é encerrado pela Microsoft e substituído pelo Teams.

## Nascimentos

### Anteriores ao século XIX
- 1210 — Afonso III de Portugal (m. 1279).
- 1479 — Amar Das, guru sique (m. 1574).
- 1504 — Estanislau Ósio, cardeal polonês (m. 1579).
- 1582 — João Frederico de Württemberg (m. 1628).
- 1738 — Adolfo Frederico IV, Duque de Mecklemburgo-Strelitz (m. 1794).
- 1747 — Leopoldo II do Sacro Império Romano-Germânico (m. 1792).
- 1764 — Robert Craufurd, militar britânico (m. 1812).Karl Marx

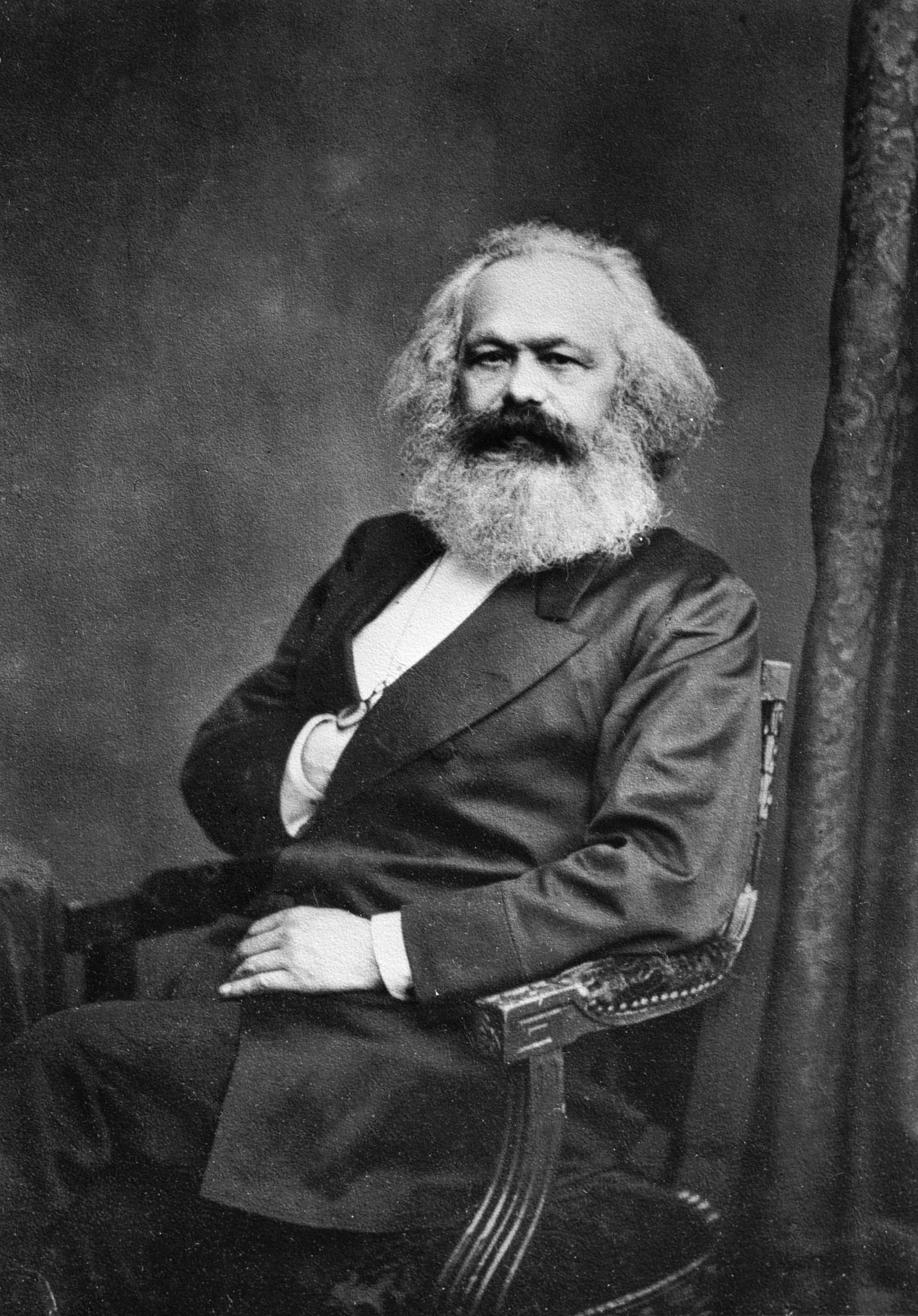
Karl Marx

- 1775 — Pablo Morillo, militar espanhol (m. 1837).
- 1784 — Maria Isabel na Baviera (m. 1849).

### Século XIX
- 1805 — José Ballivián Segurola, político boliviano (m. 1852).
- 1811 — John William Draper, cientista, fotógrafo, historiador e filósofo estadunidense (m. 1882).Henry Cavill

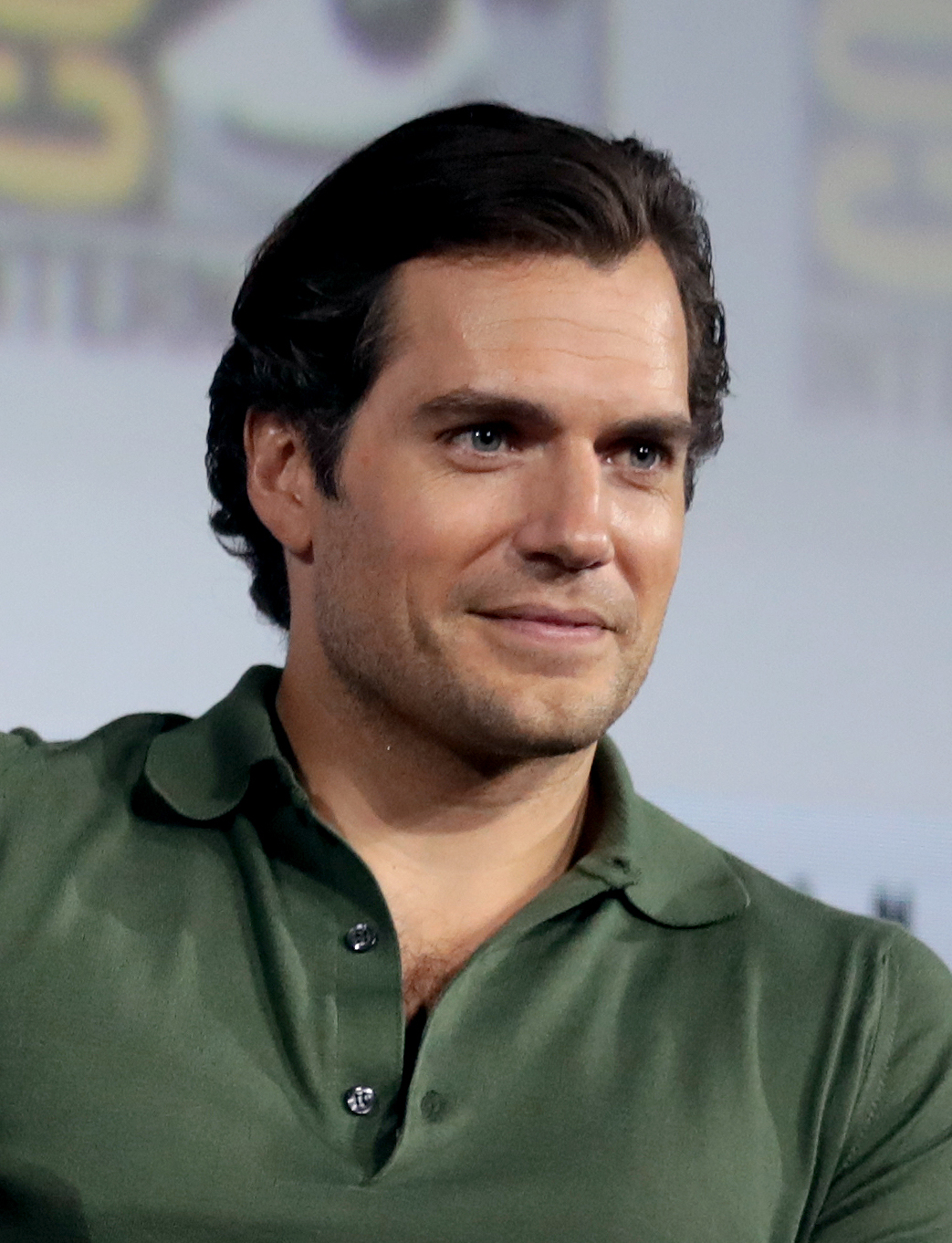
Henry Cavill

- 1813 — Søren Kierkegaard, filósofo dinamarquês (m. 1855).
- 1818 — Karl Marx, filósofo e teórico político alemão (m. 1883).
- 1819 — Stanisław Moniuszko, compositor polonês (m. 1872).
- 1826 — Eugénia de Montijo, imperatriz consorte francesa (m. 1920).
- 1832 — Hubert Howe Bancroft, historiador e etnólogo estadunidense (m. 1918).
- 1833
  - Ferdinand von Richthofen, geógrafo alemão (m. 1905).
  - Lazarus Fuchs, matemático alemão (m. 1902).
- 1846
  - Lars Magnus Ericsson, inventor sueco (m. 1926).
  - Henryk Sienkiewicz, escritor polonês (m. 1916).Adele

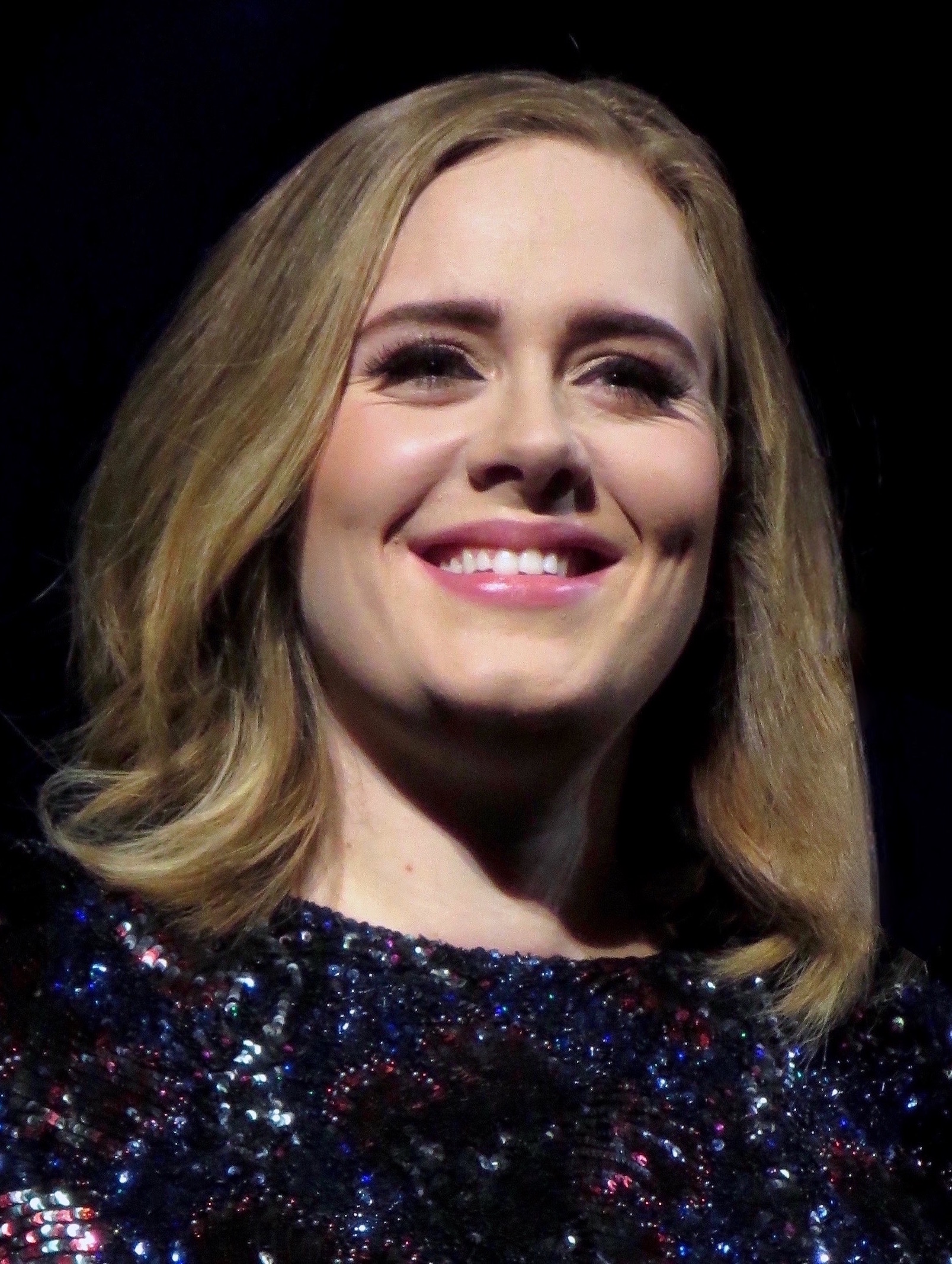
Adele

- 1857 — António Teixeira de Sousa, político português (m. 1917).
- 1864 — Nellie Bly, jornalista e escritora estadunidense (m. 1922).
- 1865
  - Cândido Rondon, militar e sertanista brasileiro (m. 1958).
  - Albert Aurier, poeta e crítico de arte francês (m. 1892).
- 1869 — Hans Pfitzner, compositor alemão (m. 1949).
- 1872 — Norman Kemp Smith, filósofo britânico (m. 1958).
- 1880 — Adrian Paul Carton Ghislain de Wiart, militar belga (m. 1963).
- 1882 — Douglas Mawson, explorador e geólogo australiano (m. 1882).
- 1883
  - Eleazar López Contreras, militar e político venezuelano (m. 1973).
  - Archibald Wavell, general britânico (m. 1950).
- 1884 — Alice Milliat, pioneira francesa no esporte feminino (m. 1957).
- 1887 — Estelle Hemsley, atriz americana (m. 1968).
- 1890 — Christopher Morley, escritor estadunidense (m. 1957).
- 1893 — Farabundo Martí, revolucionário e político salvadorenho (m. 1932).
- 1900 — Charles Jewtraw, patinador artístico estadunidense (m. 1996).

### Século XX

#### 1901–1950
- 1901 — Blind Willie McTell, cantor estadunidense (m. 1959).
- 1903 — James Beard, gastrônomo estadunidense (m. 1985).
- 1904 — Alston Scott Householder, matemático estadunidense (m. 1993).
- 1905 — Ángel Bossio, futebolista argentino (m. 1978).
- 1908 — Kurt Böhme, músico alemão (m. 1989).
- 1909 — Miklós Radnóti, poeta húngaro (m. 1944).
- 1911
  - Andor Lilienthal, enxadrista russo (m. 2010).
  - Gilles Grangier, cineasta francês (m. 1996).
- 1912 — Elfego Hernán Monzón Aguirre, político e militar guatemalteco (m. 1981).
- 1913 — Duane Carter, automobilista estadunidense (m. 1993).
- 1914 — Tyrone Power, ator estadunidense (m. 1958).
- 1915
  - Alice Faye, atriz estadunidense (m. 1998).
  - Nicolaas Tates, canoísta neerlandês (m. 1990).
- 1917
  - Dalva de Oliveira, cantora brasileira (m. 1972).
  - Pío Leyva, cantor cubano (m. 2006).
- 1918 — Dino 7 Cordas, violonista brasileiro (m. 2006).
- 1919 — Geórgios Papadópulos, político grego (m. 1999).
- 1921 — Del Martin, ativista e jornalista americana (m. 2008).
- 1922 — Alexandra Akimova, aviadora russa (m. 2012).
- 1923
  - Ari Cordovil, cantor e compositor brasileiro (m. 1981).
  - Richard Wollheim, filósofo britânico (m. 2003).
- 1925
  - Charles Chaplin, Jr., ator estadunidense (m. 1968).
  - Leo Ryan, político estadunidense (m. 1978).
  - Željko Čajkovski, futebolista e treinador de futebol croata (m. 2016).
- 1926 — Víctor Ugarte, futebolista boliviano (m. 1995).
- 1927
  - Divaldo Franco, médium e palestrante brasileiro (m. 2025).
  - Pat Carroll, atriz norte-americana (m. 2022).
- 1928 — Luiz Eugênio Perez, bispo católico brasileiro (m. 2012).
- 1929
  - Ilene Woods, atriz e cantora estadunidense (m. 2010).
  - Jorge Maldonado, futebolista argentino (m. 2012).
- 1932 — Luigi Taramazzo, automobilista italiano (m. 2004).
- 1933 — Ratnasiri Wickremanayake, político cingalês (m. 2016).
- 1934 — Henri Konan Bédié, político marfinense (m. 2023).
- 1935 — Geraldo Alves, ator, humorista e dublador brasileiro (m. 1993).
- 1936 — Lourenço, cantor brasileiro.
- 1937
  - Delia Derbyshire, compositora britânica (m. 2001).
  - Trần Đức Lương, político vietnamita.
- 1938
  - Barbara Wagner, ex-patinadora artística canadense.
  - Adolf Scherer, futebolista eslovaco (m. 2023).
  - Mijanou Bardot, atriz, empresária e escritora francesa.
- 1940
  - Lance Henriksen, ator e pintor estadunidense.
  - Michael Lindsay-Hogg, diretor de televisão e cinema britânico-americano.
- 1942 — Tammy Wynette, cantora e compositora norte-americana (m. 1998).
- 1943
  - Raphael, cantor e ator espanhol.
  - Michael Palin, comediante, ator, apresentador e escritor britânico.
  - Ignacio Ramonet, jornalista e sociólogo espanhol.
- 1944
  - Bo Larsson, futebolista sueco (m. 2023).
  - Douglas Ramsay, patinador artístico estadunidense (m. 1961).
  - John Rhys-Davies, ator britânico.
  - Roger Rees, ator e diretor britânico (m. 2015).
- 1946
  - Jim Kelly, ator, artista marcial e tenista estadunidense (m. 2013).
  - Beth Carvalho, cantora e compositora brasileira (m. 2019).
  - David Primo, ex-futebolista israelense.
  - Leif Mortensen, ex-ciclista dinamarquês.
- 1947
  - Malam Bacai Sanhá, político guineense (m. 2012).
  - António Marto, cardeal português.
- 1948
  - Gheorghe Tătaru, futebolista romeno (m. 2004).
  - Bill Ward, músico britânico.
- 1949 — Kléber Leite, radialista, empresário e dirigente esportivo brasileiro.
- 1950
  - Todd Strasser, escritor estadunidense.
  - Maggie MacNeal, cantora neerlandesa.

#### 1951–2000
- 1951 — Liminha, produtor musical brasileiro.
- 1952
  - Alfredo Nascimento, político brasileiro.
  - Jorge Llopart, atleta espanhol (m. 2020).
- 1953
  - Xandy Negrão, automobilista e empresário brasileiro (m. 2023).
  - Dieter Zetsche, empresário e engenheiro alemão.
- 1954 — Chitãozinho, músico, compositor e produtor musical brasileiro.
- 1955
  - António Laginha, bailarino e jornalista português.
  - Melinda Culea, atriz estadunidense.
  - Serge Telle, diplomata e político francês.
- 1956 — Lisa Eilbacher, atriz estadunidense.
- 1957
  - Richard E. Grant, ator britânico.
  - Erik Pukhayev, político georgiano.
- 1958
  - Filipe de Botton, empresário português.
  - Serse Cosmi, treinador de futebol italiano.
- 1959 — Ian McCulloch, músico britânico.
- 1960 — Jorge Quiroga, político boliviano.
- 1961
  - Luís Sobrinho, ex-futebolista português.
  - Ali Hussein Shihab, futebolista iraquiano (m. 2016).
  - Michael Cates, físico britânico.
- 1962
  - Adelfa Calvo, atriz espanhola.
  - Mohamed Abdullahi Mohamed, político, professor e diplomata somali.
- 1963
  - James LaBrie, músico canadense.
  - Scott Westerfeld, escritor estadunidense.
- 1965
  - Kleber Mazziero, maestro, escritor, cineasta e dramaturgo brasileiro.
  - João Morgado, escritor português.
  - Leonel Cárcamo, ex-futebolista e treinador de futebol salvadorenho.
  - Jean-Pierre Heynderickx, ex-ciclista belga.
- 1966 — Serguei Stanishev, político búlgaro.
- 1967 — Carlos Alberto Dias, ex-futebolista e treinador de futebol brasileiro.
- 1968
  - Boban Babunski, ex-futebolista e treinador de futebol macedônio.
  - Dariusz Michalczewski, ex-futebolista polonês.
- 1969 — Sophie Moniotte, ex-patinadora artística francesa.
- 1970
  - Soheil Ayari, automobilista francês.
  - Wilfried Nelissen, ex-ciclista belga.
- 1971
  - David Reilly, músico estadunidense (m. 2005).
  - Anette Hoffman, ex-handebolista alemã.
  - Roberto Fernandes, treinador de futebol brasileiro.
- 1972 — Brigitta Boccoli, atriz italiana.
- 1973 — Johan Hedberg, ex-atleta de hóquei no gelo sueco.
- 1974
  - Kleiton Lima, ex-futebolista e treinador de futebol brasileiro.
  - Ngassam Falemi, ex-futebolista camaronês.
- 1975
  - Wilson Sideral, cantor, compositor e músico brasileiro.
  - Alice Maciel, cantora brasileira.
  - Meb Keflezighi, ex-fundista eritreu-americano.
- 1976
  - Juan Pablo Sorín, ex-futebolista argentino.
  - Sage Stallone, ator e diretor norte-americano (m. 2012).
- 1977 — Virginie Efira, atriz e apresentadora belga.
- 1978
  - Santiago Cabrera, ator chileno.
  - Júlia Feldens, atriz brasileira.
  - Bréiner Castillo, futebolista colombiano.
  - Sabrina Greve, atriz brasileira.
- 1979
  - Charmane Star, atriz estadunidense de ascendência filipina.
  - Vincent Kartheiser, ator estadunidense.
- 1980
  - Alberto Lopo, ex-futebolista espanhol.
  - Yossi Benayoun, ex-futebolista israelense.
  - Hellings Mwakasungula, ex-futebolista malauiano.
  - Silvan Aegerter, ex-futebolista suíço.
- 1981
  - Filipe Duarte, cantor brasileiro.
  - Mariano González, ex-futebolista argentino.
  - Danielle Fishel, atriz estadunidense.
  - Rafael Bracali, ex-futebolista brasileiro.
  - Craig David, cantor britânico.
- 1982
  - Marcelle Bittar, modelo brasileira.
  - Daniel Paulista, ex-futebolista e treinador de futebol brasileiro.
  - Przemysław Kaźmierczak, ex-futebolista polonês.
  - Sándor Torghelle, ex-futebolista húngaro.
- 1983
  - Henry Cavill, ator britânico.
  - Joan Verdú, ex-futebolista espanhol.
- 1984
  - Christopher Birchall, ex-futebolista trinitário.
  - André Janones, advogado e político brasileiro.
- 1985
  - Shoko Nakagawa, cantora japonesa.
  - Emanuele Giaccherini, ex-futebolista italiano.
  - Tsepo Masilela, futebolista sul-africano.
  - Ricardo Hocevar, ex-tenista brasileiro.
  - Clark Duke, ator estadunidense.
- 1986 — Yannick Djaló, ex-futebolista guinéu-português.
- 1987
  - Jessie Cave, atriz britânica.
  - Leonel Vangioni, futebolista argentino.
- 1988
  - Brooke Hogan, atriz e cantora estadunidense.
  - Vitor Faverani, jogador de basquete brasileiro.
  - Frickson Erazo, futebolista equatoriano.
  - Adele, cantora e compositora britânica.
  - Karl Schulze, remador alemão.
- 1989
  - Larissa Wilson, atriz britânica.
  - Chris Brown, cantor estadunidense.
  - Lu Jingjing, tenista chinesa.
  - Victor Ramos, futebolista brasileiro.
  - Arianne, cantora brasileira.
- 1990 — Song Ji-eun, cantora e dançarina sul-coreana.
- 1991
  - Raúl Jiménez, futebolista mexicano.
  - Robin de Kruijf, jogadora de vôlei neerlandesa.
  - Dillaz, rapper e produtor musical português.
- 1993 — Francine Niyonsaba, fundista burundinesa.
- 1994
  - Javier Manquillo, futebolista espanhol.
  - Mattia Caldara, futebolista italiano.
  - Hafizh Syahrin, motociclista malaio.
- 1996
  - Matheus Pereira, futebolista brasileiro.
  - Adèle Milloz, esquiadora francesa (m. 2022).
  - Mayar Sherif, tenista egípcia.
  - Jai Hindley, ciclista australiano.
- 1997
  - Bobby Coleman, ator estadunidense.
  - Jaume Munar, tenista espanhol.
  - Mathias Norsgaard, ciclista dinamarquês.
- 1998
  - Tijana Bogdanović, taekwondista sérvia.
  - Aryna Sabalenka, tenista bielorrussa.
  - Santiago Arzamendia, futebolista paraguaio.
- 1999
  - Justin Kluivert, futebolista neerlandês.
  - Nathan Chen, patinador artístico estadunidense.
- 2000 — Elijah Winnington, nadador australiano.

### Século XXI
- 2003 — Carlos Alcaraz, tenista espanhol.
- 2004 — Samu Aghehowa, futebolista espanhol.
- 2005 — Rafael Câmara, automobilista brasileiro.

## Mortes

### Anteriores ao século XIX
- 0984 — Gerberga da Saxônia (n. 913).
- 1220 — Ângelo da Sicília, santo católico italiano (n. 1185).
- 1306 — Constantino Paleólogo, general bizantino (n. 1261).
- 1309 — Carlos II de Nápoles (n. 1254).
- 1316 — Isabel de Rhuddlan, princesa inglesa (n. 1282).
- 1525 — Frederico III, Eleitor da Saxônia (n. 1463).
- 1529 — Paulus Aemilius Veronensis, historiador italiano (n. 1455).
- 1553 — Erasmus Alberus, humanista e teólogo alemão (n. 1500).
- 1582 — Carlota de Bourbon, princesa consorte de Orange (n. 1547).
- 1631 — Nuno Álvares Botelho, nobre português (n. 1590).
- 1705 — Leopoldo I do Sacro Império Romano-Germânico (n. 1640).
- 1766 — Jean Astruc, médico e escritor francês (n. 1684).
- 1789 — Giuseppe Baretti, crítico literário, tradutor, lexicógrafo e linguista italiano (n. 1719).

### Século XIX
- 1808 — Pierre-Jean-Georges Cabanis, fisiologista e filósofo francês (n. 1757).
- 1821 — Napoleão Bonaparte, imperador francês (n. 1769).
- 1859 — Johann Peter Gustav Lejeune Dirichlet, matemático alemão (n. 1805).
- 1892 — August Wilhelm von Hofmann, químico alemão (n. 1818).

### Século XX
- 1936 — Marianne Hainisch, ativista austríaca (n. 1839).
- 1939 — Tihamér Tóth, sacerdote católico e escritor húngaro (n. 1889).
- 1959 — Carlos Saavedra Lamas, político e escritor argentino (n. 1878).
- 1965 — Ascenso Ferreira, poeta brasileiro (n. 1895).
- 1972 — Frank Tashlin, cineasta estadunidense (n. 1913).
- 1994 — Mário Quintana, poeta brasileiro (n. 1906).
- 1995 — Mikhail Botvinnik, enxadrista soviético (n. 1911).
- 1996 — Maria de Lourdes Guarda, ativista e missionária católica brasileira (n. 1926).

### Século XXI
- 2002
  - Shogo Shiotani, ator japonês (n. 1966).
  - Hugo Banzer, político boliviano (n. 1926).
  - Clarence Seignoret, político dominicano (n. 1919).
- 2003 — Walter Sisulu, ativista sul-africano (n. 1912).
- 2009 — Benjamin Flores, pugilista mexicano (n. 1984).
- 2010
  - Giulietta Simionato, mezzo-soprano italiana (n. 1910).
  - Umaru Yar'Adua, político nigeriano (n. 1951).
- 2013 — Peu Sousa, guitarrista, compositor e produtor musical brasileiro (n. 1977).
- 2014 — Rinaldo Calheiros, cantor brasileiro (n. 1926).
- 2017 — Almir Guineto, cantor e compositor brasileiro (n. 1946).

## Feriados e eventos cíclicos
- Dia Mundial do Trânsito e da Cortesia ao Volante
- Dia Mundial da Higiene das Mãos
- Dia Internacional da Parteira
- Dia Internacional da Língua Portuguesa e da Cultura Lusófona

### Brasil
- Dia Nacional do Líder Comunitário
- Dia Nacional das Comunicações[6]
- Dia Nacional do Expedicionário[7]
- Dia do Marechal Rondon[6]
- Aniversário de Biritiba Mirim (São Paulo)
- Aniversário de Garça (São Paulo)
- Aniversário de Montenegro (Rio Grande do Sul)
- Aniversário de Uraí (Paraná)
- O Dia Nacional da Pessoa com Visão Monocular[8]

### Internacional
- Dia das Crianças - Japão
- Dia da Imigração Indiana - Guiana
- Festa do Dragão, em que também era celebrada a artemísia, erva sagrada - China

### Cristianismo
- Adalsinda
- Ângelo da Sicília
- Estanislau Casimiritano
- Hilário de Arles
- Nunzio Sulprizio

## Outros calendários
- No calendário romano era o 3.º dia (III) antes das nonas de maio.
- No calendário litúrgico tem a letra dominical F para o dia da semana.
- No calendário gregoriano a epacta do dia é xxiv.